# Mass Leader
Mass Leader (ಸಮೂಹ ನಾಯಕ) è un film del 2017 diretto da Narasimha.

## Colonna sonora
1. Chetan Gandharva – Mundhe Nintru
2. Chetan Gandharva, Shreya Ghoshal – Geleya Ennale
3. Veer Samarth, Supriya Lohith – Aabida Aabida
4. Jubin Nautiyal, Aishwarya Rangarajan – Deepave Ninna
5. Jogi Prem, Chintan Vikas, Govind Kurnool – Ee Mannali